# هانس خواكيم مان
هانس خواكيم مان (بالألمانية: Hans-Joachim Mann)‏ هو ضابط ألماني، ولد في 26 يونيو 1935 في شتوتغارت في ألمانيا.

## وصلات خارجية
- هانس خواكيم مان على موقع مونزينجر (الألمانية)